# Tim Gailus
Tim Gailus (* 26. März 1988 in Rendsburg) ist ein deutscher Fernsehmoderator, Reporter, Hörbuchsprecher, Redakteur und Schauspieler. 

## Leben
Tim Gailus wuchs in Schleswig-Holstein auf. 2008 absolvierte er sein Abitur am Helene-Lange-Gymnasium in Rendsburg. Nach seinem Abitur machte Gailus diverse Praktika (unter anderem bei Radio NORA) und arbeitete als studentische Aushilfe im Radiozentrum Kiel. Seit 2009 studierte Gailus Medienmanagement an der Hochschule für Musik, Theater und Medien Hannover. 2012 schloss er sein Studium mit einem Bachelor of Arts ab. Mit seinen wissenschaftlichen Arbeiten über Werbewirkung auf Grundschüler und über Mediengeschichte wurde er als Science Slammer bekannt. Seit 2016 ist er Lesebotschafter der Stiftung Lesen.
Tim Gailus ist seit 2015 Moderator und Reporter der Kinderwissenssendung Timster bei KiKA. Er tritt zudem als Jury-Mitglied bei Vorlese-Wettbewerben in Erscheinung. Darüber hinaus moderiert Gailus deutschlandweit Veranstaltungen. Er war Off-Sprecher und Moderator des Hörspiel-Podcasts Talker-Lounge.

## Auszeichnungen
- 2018: Nominiert für den Grimmepreis für die Timster-Folge "Brickfilm"[6]
- 2018: Finalist beim Prix Jeunesse mit der Timster-Folge "Fake News"[7]
- 2017: Klicksafe-Preis 2017 für Sicherheit im Internet für die Timster-Folge "Datenschutz"[8]

## Moderationen

### Fernsehen
- seit 2015: Timster, KiKA

### Veranstaltungen (Auszug)
- 2018: Eröffnung des Kindermedienfestivals Goldener Spatz, Erfurt
- 2017: Preisverleihung Internationales Filmfestival Schlingel, Chemnitz
- seit 2017: Verleihung des Leipziger Lesekompasses, Leipzig
- seit 2017: Jugendfilm-Preisverleihung beim Green Screen Festival, Eckernförde
- seit 2016: Preisverleihung des Drehbuchpreises Kindertiger (Vision Kino), Erfurt/Berlin

## Audiografie

### Hörbücher und Hörspiele
- 2016: Winter Morgan: Die Suche nach dem Diamantenschwert. Der Hörverlag, Berlin, 2016, ISBN 978-3-8445-2294-5.
- 2017: Winter Morgan: Die Endermen-Invasion. Der Hörverlag, Berlin, 2017, ISBN 978-3-8445-2729-2.